# اریو سوتیولا
اریو سوتیولا (فنلاندی: Yrjö Sotiola; ۱۹ مهٔ ۱۹۱۳ – ۱ ژوئن ۱۹۹۲) بازیکن فوتبال اهل فنلاند بود.
وی همچنین در تیم ملی فوتبال فنلاند بازی کرده‌است.